# Documentales por M+
Documentales por M+ é um canal de televisão por assinatura espanhol, de propriedade da Telefónica, que transmite exclusivamente na plataforma Movistar Plus+. Sua programação se destaca pela exibição exclusiva de documentários.

## História
Em julho de 2023, a Movistar Plus+ anunciou uma reformulação completa da sua oferta televisiva, que envolveu tanto o desaparecimento de alguns canais como a criação de outros, como os Documentários no M+.
Em 1º de agosto, foram iniciadas transmissões de teste na plataforma, transmitindo em loop de continuidade.

## Disponibilidade
Na Espanha, o canal está disponível exclusivamente na Movistar Plus+, no canal 30, em alta definição para clientes de fibra. Também está disponível como um canal de transmissão linear no serviço de vídeo sob demanda, para clientes Fusion e Movistar Plus+ Lite.